# Kinema Junpō
 Kinema Junpō (キネマ旬報?), comúnmente llamado Kinejun (キネ旬?), es la revista de cine más antigua de Japón y comenzó a publicarse en julio de 1919. Se publicó por primera vez tres veces al mes, utilizando el sistema japonés Jun (旬) de dividir los meses en tres partes, pero el Kinema Junpō de la posguerra se publicó dos veces al mes.

## Premios Kinema Junpo
Los premios Kinema Junpo comenzaron en 1926, y su lista se considera icónica y prestigiosa.

### Estrellas de cine y directores delsigloXX

#### Japón
| #  | Actor                           | #   | Actriz                      | #   | Director                      |
| -- | ------------------------------- | --- | --------------------------- | --- | ----------------------------- |
| 1. | Toshiro Mifune (1920-1997)      | 1.  | Setsuko Hara (1920-2015)    | 1.  | Akira Kurosawa (1910-1998)    |
| 2. | Yujiro Ishihara (1934-1987)     | 2.  | Sayuri Yoshinaga (1945-)    | 2.  | Yasujirō Ozu (1903-1963)      |
| 3. | Masayuki Mori (1911-1973)       | 3.  | Machiko Kyō (1924-2019)     | 3.  | Kenji Mizoguchi (1898-1956)   |
| 4. | Ken Takakura (1931-2014)        | 4.  | Hideko Takamine (1924-2010) | 4.  | Keisuke Kinoshita (1912-1998) |
| 5. | Chishū Ryū (1904-1993)          | 5.  | Kinuyo Tanaka (1909-1977)   | 5.  | Mikio Naruse (1905-1969)      |
| 6. | Ichikawa Raizō VIII (1931-1969) | 6.  | Isuzu Yamada (1917-2012)    | 6.  | Yoji Yamada (1931-)           |
| 7. | Tsumasaburō Bandō (1901-1953)   | 7.  | Masako Natsume (1957-1985)  | 7.  | Kinji Fukasaku (1930-2003)    |
| 7. | Shintaro Katsu (1931-1997)      | 8.  | Keiko Kishi (1932-)         | 7.  | Kon Ichikawa (1915-2008)      |
| 9. | Kiyoshi Atsumi (1928-1996)      | 8.  | Ayako Wakao (1933-)         | 7.  | Nagisa Oshima (1932-2013)     |
| 9. | Hisaya Morishige (1913-2009)    | 10. | Sumiko Fuji (1945-)         | 7.  | Tomu Uchida (1898-1970)       |
| 9. | Yorozuya Kinnosuke (1932-1997)  | 10. | Shima Iwashita (1941-)      | 11. | Hayao Miyazaki (1941-)        |

#### Extranjeros
| #  | Actor                       | #  | Actriz                       | #   | Director                     |
| -- | --------------------------- | -- | ---------------------------- | --- | ---------------------------- |
| 1. | Gary Cooper (1901–1961)     | 1. | Audrey Hepburn (1929–1993)   | 1.  | Alfred Hitchcock (1899–1980) |
| 2. | Charlie Chaplin (1889–1977) | 2. | Marilyn Monroe (1926–1962)   | 2.  | Federico Fellini (1920–1993) |
| 2. | John Wayne (1907–1979)      | 3. | Ingrid Bergman (1915–1982)   | 3.  | John Ford (1894–1973)        |
| 4. | Marlon Brando (1924–2004)   | 4. | Vivien Leigh (1913–1967)     | 4.  | Charlie Chaplin (1889–1977)  |
| 4. | Alain Delon (1935-)         | 5. | Marlene Dietrich (1901–1992) | 4.  | Jean-Luc Godard (1930–2022)  |
| 4. | Jean Gabin (1904–1976)      | 6. | Grace Kelly (1929–1982)      | 4.  | Steven Spielberg (1946-)     |
| 7. | Humphrey Bogart (1899–1957) | 7. | Françoise Arnoul (1931–2021) | 4.  | Billy Wilder (1906–2002)     |
| 7. | Steve McQueen (1930–1980)   | 7. | Bette Davis (1908–1989)      | 8.  | Luchino Visconti (1906–1976) |
| 9. | Sean Connery (1930–2020)    | 7. | Jodie Foster (1962-)         | 9.  | Stanley Kubrick (1928–1999)  |
| 9. | Paul Newman (1925–2008)     | 7. | Greta Garbo (1905–1990)      | 10. | Luis Buñuel (1900–1983)      |
|    |                             | 7. | Anna Karina (1940–2019)      |     |                              |
|    |                             | 7. | Jeanne Moreau (1928–2017)    |     |                              |
|    |                             | 7. | Romy Schneider (1938–1982)   |     |                              |
|    |                             | 7. | Elizabeth Taylor (1932–2011) |     |                              |